# Marcel Gromadowski
Marcel Gromadowski est un joueur polonais de volley-ball né le 19 décembre 1985 à Wrocław (voïvodie de Basse-Silésie). Il mesure 2,02 m et joue attaquant. Il totalise 5 sélections en équipe de Pologne.

## Clubs
| Club                   | Pays    | De        | À         |
| ---------------------- | ------- | --------- | --------- |
| ZAKSA Kędzierzyn-Koźle | Pologne | 2004-2005 | 2006-2007 |
| Copra Piacenza         | Italie  | 2007-2008 | 2007-2008 |
| Zinella Bologne        | Italie  | 2008-2009 | 2008-2009 |
| Paris Volley           | France  | 2009-2010 | 2009-2010 |
| AZS Olsztyn            | Pologne | 2010-2011 | …         |

1. ↑  Marcel Gromadowski a été prêté une saison à Bologne par Piacenza.

## Palmarès
- Championnat d'Europe (1)
  - Vainqueur : 2009
- Ligue des champions
  - Finaliste : 2008
- Championnat d'Italie
  - Finaliste : 2008